# محمد فايز (لاعب كرة قدم إماراتي)
محمد فايز (مواليد 6 أكتوبر 1989، لاعب كرة قدم إماراتي دولي يجيد اللعب في الظهير الأيسر لعب سابقاً مع نادي العين في دوري الخليج العربي الإماراتي .

## روابط خارجية
- محمد فايز على موقع قاعدة بيانات كرة القدم.إي يو (الإنجليزية)
- محمد فايز على موقع ناشيونال فوتبول تيمز (الإنجليزية)
- محمد فايز على موقع Soccerway.com (الإنجليزية)